# Algonet
Algonet var en svensk internetleverantör som startade 1994 i Sundbybergs kommun av Ragnar Lönn. Konceptet var att till låg kostnad förse allmänheten med internetåtkomst. Förutom den vanliga internetuppkopplingen via modem med webbsideutrymme och e-post gav Algonet även tillgång till ett så kallat Unix-skal. Algonet var en av Sveriges första internetleverantörer för privatpersoner.

## Historia
Ragnar Lönn hade använt internet i skolan sedan 1989. Han försökte i början av 1990-talet sälja in idén om att börja erbjuda internetuppkoppling till privatpersoner till olika företag. Det dröjde till våren 1994 innan Torsten Larsson, dåvarande VD på Semic och senare VD på SF, att Semic skulle finansiera verksamheten och erbjuda lokal. 1 juli 1994 började Lönn officiellt att arbeta med det nya projektet/företaget som fick namnet Algonet. Först fanns andra namnförslag, såsom Micnet och Nordnet. Dessa namn var dock redan upptagna i USA respektive Sverige. Till slut kom Lönn att tänka på föräldrarnas hem i Älgö, Nacka. Han slopade prickarna i "Älgö" och fann att Algo betyder "något" på spanska. Algonet fick då den passande betydelsen "något nät".
Torsten Larsson hade just varit i USA och studerat amerikanska internettjänster, såsom America Online, och ville starta en liknande internettjänst i Sverige. Lönn var däremot skeptisk, eftersom han ansåg att internet i sig var en attraktiv tjänst.
Lokalen på 26 kvadratmeter hade dålig ventilation, så värmen gjorde det praktiskt taget omöjligt att arbeta där. 64 kbps anslutning beställdes från Swipnet (Tele2), som främst hade riktat in sig på företagsmarknaden. Eftersom leveransen och installationen dröjde, tvingades Algonet under tiden att använda 14400 bps modem.
I mitten av augusti 1994 fick användare prova på systemet. I september hade Algonet 60 användare och man budgeterade att företaget skulle nå 400 användare och gå runt inom ett år. Med 400 användare skulle det räcka till lön för Ragnar Lönn. Ett fast abonnemang kostade på den tiden 129 kronor per månad samt 6 kronor per uppkopplad timme. I januari 1995 hade Algonet 1 500 användare, och senare 4 000 användare. Algonet blev tvungna att köpa ny utrustning och anställa folk för att kunna möta det hårda kundtrycket och klara budgeten. En ny VD, Bo Wänghammar, tog över verksamheten. Han hade tidigare arbetat som ekonom och datorkonsult.
I mars 1995 blev tillströmningen av nya användare för mycket för Algonet. Därför infördes ett tillfälligt stopp för nya kunder tills man tagit igen det förlorade arbetet.
Lokalen blev för liten och i maj 1995 valde Algonet att flytta från Sundbyberg till rymliga lokaler nära Hötorget i Stockholm. Det innebar ett tillfälligt driftstopp, därefter förbättrades driftsäkerheten successivt.
Algonet köptes upp av Telenordia i april 1996. 2002–2003 tog Glocalnet över Telenordias och Algonets kunder.. Från 2006 blev Telenor ägare, först via Glocalnet och sedan Bredbandsbolaget. Från slutet av 2010-talet är Telenor ensam ägare.